# M*A*S*H
M*A*S*H – amerykański serial komediowy emitowany przez telewizję CBS od 17 września 1972 do 28 lutego 1983. Serial powstał jako kontynuacja doskonale przyjętego filmu MASH Roberta Altmana z 1970, ekranizacji powieści M*A*S*H: A Novel About Three Army Doctors amerykańskiego pisarza Richarda Hookera.
Serial opowiada o grupie amerykańskich chirurgów wojskowych i pielęgniarek służących w szpitalu polowym (w nomenklaturze US Army – MASH: Mobile Army Surgical Hospital) podczas wojny w Korei w latach 50. XX w. Składa się z 251 odcinków, podzielonych na 11 serii. Od powstania nieustannie retransmitowany przez telewizje na całym świecie.
Długoletnimi producentami serialu byli Larry Gelbart, Gene Reynolds oraz Burt Metcalfe.

## Charakter serialu
Podobnie jak film, serial zawiera w sobie elementy komedii z czarnym, antywojennym przesłaniem. Jednak w kolejnych seriach M*A*S*H zaczął zmieniać ton. Szybko przestał być tylko zabawną komedią, a obok mniej lub bardziej wysublimowanego humoru pojawiło się w nim sporo refleksji: nad charakterem bohaterów, odpowiedzialnością lekarzy, stanem amerykańskiego społeczeństwa, a przede wszystkim spustoszeniami, jakie wojna czyni w ludzkiej psychice.
Wiele z początkowych odcinków oparto na autentycznych historiach, które twórcy zebrali od lekarzy wojskowych służących w Korei. Mimo to można odnieść wrażenie, że serial opowiada raczej o wojnie w Wietnamie niż w Korei – podobnie jak film.
W późniejszym czasie główną rolę zaczął odgrywać w nim Alan Alda, grający Hawkeye’a Pierce’a, który później zaczął reżyserować poszczególne odcinki i pisać ich scenariusze, za co kilkakrotnie zdobył nagrodę Emmy. W końcu, jako główny konsultant, przejął nadzór nad produkcją serialu.
Po zakończeniu zdjęć do 10 serii Alda i pozostali odtwórcy głównych ról postanowili zakończyć serial. Jednak CBS oraz 20th Century Fox zdecydowało się dokręcić jeszcze 11 serię, by pozamykać rozpoczęte wątki i doprowadzić do wielkiego zakończenia.

## Postacie
- Alan Alda jako kapitan Benjamin Franklin „Hawkeye” Pierce (Sokole Oko) – główny bohater serialu. Wygadany i wesoły, czasem też złośliwy, lekarz polowy. Często podrywa pielęgniarki. Mimo swojego zabawowego charakteru i podejścia do wojny jest bardzo dobrym chirurgiem, który bardzo przeżywa każdą śmierć swojego pacjenta.
- Wayne Rogers jako kapitan „Trapper” John McIntyre (1-3 seria) – Traper jest najlepszym przyjacielem Sokolego Oka. Wtóruje mu w dowcipach i kawałach płatanych majorowi Burnsowi. Ma żonę i dwie córki, które bardzo kocha i często za nimi tęskni. Zostaje odesłany do kraju.
- Mike Farrell jako kapitan B.J. Hunnicutt (od 4 serii) – następca Trapera, spokojniejszy od niego, jednak równie dobry w dokuczaniu majorowi Burnsowi. Ma żonę i córkę, w przeciwieństwie do Trappera i Pierce’a nie umawia się z pielęgniarkami.
- Loretta Swit jako major Margaret „Hot Lips” Houlihan (Gorące Wargi) – szefowa pielęgniarek, poważna i twarda pani major, której życie jest nierozerwalnie związane z armią (jej rodzice poznali się w wojsku), dlatego major Houlihan jest zwolenniczką dyscypliny. Romansuje z żonatym Frankiem Burnsem. Wraz z nim próbuje „wychować” Sokole Oko i Trappera, ze skutkiem nierzadko odwrotnym od zamierzonego.
- Larry Linville jako major Frank Burns (1-5 seria) – niekompetentny i egoistyczny doktor, który wini innych za swoje niepowodzenia. Służbista, napuszony głupek, obsesyjny maniak dyscypliny wojskowej. Romansuje z major Houlihan, ale z powodu majątku żony chce, aby pani major pozostała tylko jego kochanką. Obiekt niewybrednych dowcipów i kpin ze strony kolegów z namiotu. Na skutek zawodu miłosnego załamuje się psychicznie i zostaje odesłany do kraju.
- David Ogden Stiers jako major Charles Emerson Winchester III (od 6 serii) – Wywodzący się z bogatej rodziny chirurg, kolejny obiekt żartów Pierce’a i Hunnicutta, jednak w mniejszym stopniu niż Frank. Dobry chirurg.
- McLean Stevenson jako podpułkownik Henry Blake (1-3 seria) – pierwszy dowódca MASH-a. Puszcza w niepamięć wybryki Trappera i Pierce’a, gdyż są bardzo dobrymi chirurgami. Jest miłośnikiem wędkowania, jego atrybutem są kapelusz z muchami oraz kamizelka wędkarska. Zostaje odesłany do kraju, jednak dowiadujemy się, że samolot, którym podróżował zostaje zestrzelony – nikt nie przeżył katastrofy.
- Harry Morgan jako pułkownik Sherman T. Potter (od 4 serii) – drugi dowódca MASH-a. Starszy pan, który walczył już w I i II wojnie światowej. Ma do wojny podobny stosunek co Pierce i Hunnicut. Lubi konie i malowanie obrazów. Uważa, że ratunkiem przed szaleństwem wojny jest znalezienie sobie hobby.
- Gary Burghoff jako kapral Walter „Radar” O’Reilly (1-8 seria) – Radar jest młodym i czasami naiwnym młodzieńcem, a jednocześnie najbardziej porządnym pod względem procedur żołnierzem. Pełni rolę łącznościowca, pisarza kompanijnego i asystenta, najpierw podpułkownika Blake’a, a potem pułkownika Pottera. Jest lubiany przez Pierce’a, Trappera i Hunnicuta, ma jednak kompleksy na punkcie swojego wzrostu. Przed wyjazdem z Korei poznaje piękną pielęgniarkę i zakochuje się. Po śmierci swojego wujka zostaje odesłany do domu, jako jedyny żywiciel rodziny.
- Jamie Farr jako Maxwell Q. Klinger – sanitariusz, czasem kierowca, który chciałby zostać zwolnionym z wojska. Dlatego przebiera się w kobiece ubrania i zachowuje się irracjonalnie w nadziei, że zostanie uznany za chorego psychicznie i odesłany do domu. Po powrocie Radara do Stanów, Klinger przejmuje jego obowiązki staje się oddanym żołnierzem – kończąc z przebierankami i próbami dezercji.
- William Christopher jako ojciec John Patrick Francis Mulcahy – dobroduszny kapelan katolicki, jezuita. Pomaga w trakcie operacji, pociesza rannych żołnierzy i udziela sakramentów.

W drugoplanowych rolach i epizodach wystąpili m.in.: Mako, Pat Morita, Rita Wilson, Teri Garr, Ron Howard, Leslie Nielsen, Blythe Danner, Barry Corbin, Patrick Swayze, James Cromwell, Brian Dennehy, Joe Pantoliano, Laurence Fishburne, Xander Berkeley.

### Zmiany w obsadzie
W serialu zaszło dużo zmian personalnych. Od pierwszej do ostatniej serii pozostali tylko Hawkeye, major Houlihan, Klinger i Ojciec Mulcahy.
McLean Stevenson opuścił serial wraz z końcem 3. serii, gdy grana przez niego postać Henry’ego Blake’a została zwolniona z wojska i odesłana do domu. W ostatnim odcinku z udziałem Stevensona widzowie dowiadują się, że samolot do którego wsiadł Henry Blake został zestrzelony, a Henry Blake nie żyje. Fakt zniknięcia Henry’ego Blake’a z serialu został zakomunikowany ekipie zajmującej się techniczną stroną przedstawienia, jak również aktorom dopiero na kilka minut przed zakończeniem kręcenia ostatnich scen, w której Gary Burghoff dostał rozkaz, by jego postać „Radar” zakomunikowała śmierć Blake’a. Do tego momentu wszyscy na planie oczekiwali wiadomości od Henry’ego Blake’a o szczęśliwym powrocie do domu.
Wayne Rogers opuścił serial po zakończeniu zdjęć do 3 serii. Powodem było to, że nie godził się na marginalizację roli jego bohatera w serialu. Czuł, że jego postać nigdy nie była zbyt ważna w serialu oraz że cała uwaga jest skupiona na postaci Alana Aldy.
Czwarta seria była swego rodzaju momentem zwrotnym. W jednym z pierwszych odcinków 4 serii Hawkeye zostaje poinformowany przez Radara, że Trapper został zwolniony, w chwili gdy Hawkeye był na przepustce – przez co przyjaciołom nie było dane nawet się pożegnać, a widzowie nie widzieli odejścia Trappera z serialu. W tym samym czasie Sherman Potter został przydzielony do jednostki jako Oficer Dowodzący, w zastępstwie za Blake’a. Na miejsce Trapera do szpitala przydział otrzymał B.J. Hunnicut. Serial nadal miał charakter komediowy, jednakże stał się o wiele bardziej emocjonalny. Rola major Houlihan „Gorące Wargi” zaczęła się zmieniać; stała się bardziej przyjacielska względem Hawkeye’a oraz B.J.'a, w jej związku z Frankiem również zaszły zmiany. Przydomek ‘Hot Lips’ praktycznie przestał być używany przez resztę bohaterów względem niej. Loretta Swit chciała opuścić serial podczas 8 serii, by zająć się innymi rolami, jednak producent odmówił jej, grożąc zerwaniem kontraktu i poważnymi karami pieniężnymi.
Larry Linville opuścił serial podczas trwania pierwszych odcinków szóstej serii. Frank Burns został odesłany do domu. Później dowiadujemy się, że dostał awans. Na jego miejsce pojawił się major Charles Winchester (David Ogden Stiers), ponieważ producent uważał, że potrzebna jest przeciwwaga dla reszty chirurgów w jednostce. Jego konotacje z resztą nie były już takie same jak Franka. W odróżnieniu od Franka, Winchester nie dbał zupełnie o armię, co nie zmieniało faktu, że był świetnym chirurgiem. Wzbudzał przez to ogólny szacunek u innych bohaterów. Był bardzo snobistycznym bohaterem, praktycznie arystokratą. Wszczynał konflikty z innymi postaciami.
Gary Burghoff (Radar O’Reilly) opuścił serial na początku ósmej serii. W pierwszych trzech seriach grana przez niego postać pojawiała się w każdym odcinku, jednakże począwszy od 4 serii jego postać zaczęła być marginalizowana tak, że w siódmej serii pojawił się zaledwie w połowie odcinków. Gary Burghoff miał pierwotnie opuścić serial pod koniec 7 serii, ale ostatecznie stało się to na początku serii 8, kiedy nakręcono dwuczęściowy odcinek pożegnalny. W serialu jego odejście zostało wyjaśnione problemami rodzinnymi, mianowicie umarł wujek Radara, przez co musiał wrócić do domu, żeby pomagać matce. Przed wyjazdem z Korei spełnił także swoje marzenie – podczas oczekiwania na samolot do swojej jednostki, udało mu się poznać uroczą pielęgniarkę, w której się z wzajemnością zakochał. Rolę „Radara” przejął kapral Klinger.
W pilotażowym odcinku 1 serii rolę ojca Mulcahy zagrał George Morgan.

## Zakończenie i kontynuacje
Ostatni odcinek serialu „Goodbye, Farewell, and Amen” wyemitowano 28 lutego 1983 roku. Trwał 2 i pół godziny; obejrzało go ponad 106 milionów widzów w USA (co dało łącznie 77% łącznej liczby amerykańskich widzów tamtego wieczoru). Więcej widzów zdołał zgromadzić tylko XLIV finał Superbowl z 2010 roku (106,5 mln).
Serial miał dwie krótkie kontynuacje, After M*A*S*H, w którym wzięło udział kilku aktorów z głównego M*A*S*H. Pułkownik Potter, Klinger i ojciec Mulcahy spotkali się po wojnie w USA w jednym ze szpitali wojskowych. Po dobrej pierwszej serii, serial zaczął gwałtownie tracić widownię i jego emisja została przerwana w środku drugiej serii.
Jeszcze krótszy żywot miał serial W*A*L*T*E*R, który miał opisywać cywilne życie Radara O’Reillego, który wstąpił do policji. Nakręcono jedynie pilotażowy odcinek, który jednak nie przekonał producentów i projekt porzucono.
Większym zainteresowaniem cieszył się serial Trapper John, M.D. W tym przypadku twórcy wprowadzili szereg wątków sugerujących związki tytułowego bohatera z Trapperem z M*A*S*Ha, ale oficjalnie nie uznawali go za kontynuację. Zmusił ich do tego dopiero pozew telewizji CBS i korzystny dla niej wyrok sądu.

## Odcinki i oglądalność
| Seria | Liczba odcinków | Premiera             | Finał            | Ranking |
| ----- | --------------- | -------------------- | ---------------- | ------- |
| 1     | 1–24 (24)       | 17 września 1972     | 25 marca 1973    | 46      |
| 2     | 25–48 (24)      | 15 września 1973     | 2 marca 1974     | 4       |
| 3     | 49–72 (24)      | 10 września 1974     | 18 marca 1975    | 5       |
| 4     | 73–97 (25)      | 12 września 1975     | 24 lutego 1976   | 15      |
| 5     | 98–122 (25)     | 21 września 1976     | 15 marca 1977    | 4       |
| 6     | 123–147 (25)    | 20 września 1977     | 27 marca 1978    | 9       |
| 7     | 148–173 (26)    | 18 września 1978     | 12 marca 1979    | 7       |
| 8     | 174–198 (25)    | 17 września 1979     | 24 marca 1980    | 5       |
| 9     | 199–218 (20)    | 17 listopada 1980    | 4 maja 1981      | 4       |
| 10    | 219–240 (22)    | 26 października 1981 | 12 kwietnia 1982 | 9       |
| 11    | 241–256 (16)    | 25 października 1982 | 28 lutego 1983   | 3       |